# Ozark (Alabama)
Ozark − miasto w południowo-wschodniej części Stanów Zjednoczonych, w Alabamie, stolica hrabstwa Dale.

## Położenie
Leży 30 km na północny zachód od Dothan.

## Demografia
Według spisu w 2020 roku liczy 14 368 mieszkańców, w tym 31,2% stanowili Afroamerykanie. W roku 2023 liczba mieszkańców spadła minimalnie do 14 346 osób, a gęstość zaludnienia do 161,4 osoby/km².